# Foul Bay (vik i Egypten)
Foul Bay är en vik i Egypten.   Den ligger i guvernementet Al-Bahr al-Ahmar, i den sydöstra delen av landet, 800 km sydost om huvudstaden Kairo.